# John H. Morehead
John Henry Morehead, född 3 december 1861 i Lucas County, Iowa, död 31 maj 1942 i Saint Joseph, Missouri, var en amerikansk demokratisk politiker. Han var Nebraskas guvernör 1913–1917 och ledamot av USA:s representanthus 1923–1935.
Morehead flyttade 1884 till Nebraska där han var verksam som lärare, jordbrukare och affärsman. År 1900 tjänstgjorde han som borgmästare i Falls City.
Morehead efterträdde 1913 Chester Hardy Aldrich som Nebraskas guvernör och efterträddes 1917 av Keith Neville. År 1923 efterträdde han sedan Roy H. Thorpe som kongressledamot och efterträddes 1935 av Henry Carl Luckey.
Morehead avled 1942 och gravsattes på Steele Cemetery i Falls City.